# Memorial ao 25 de Abril

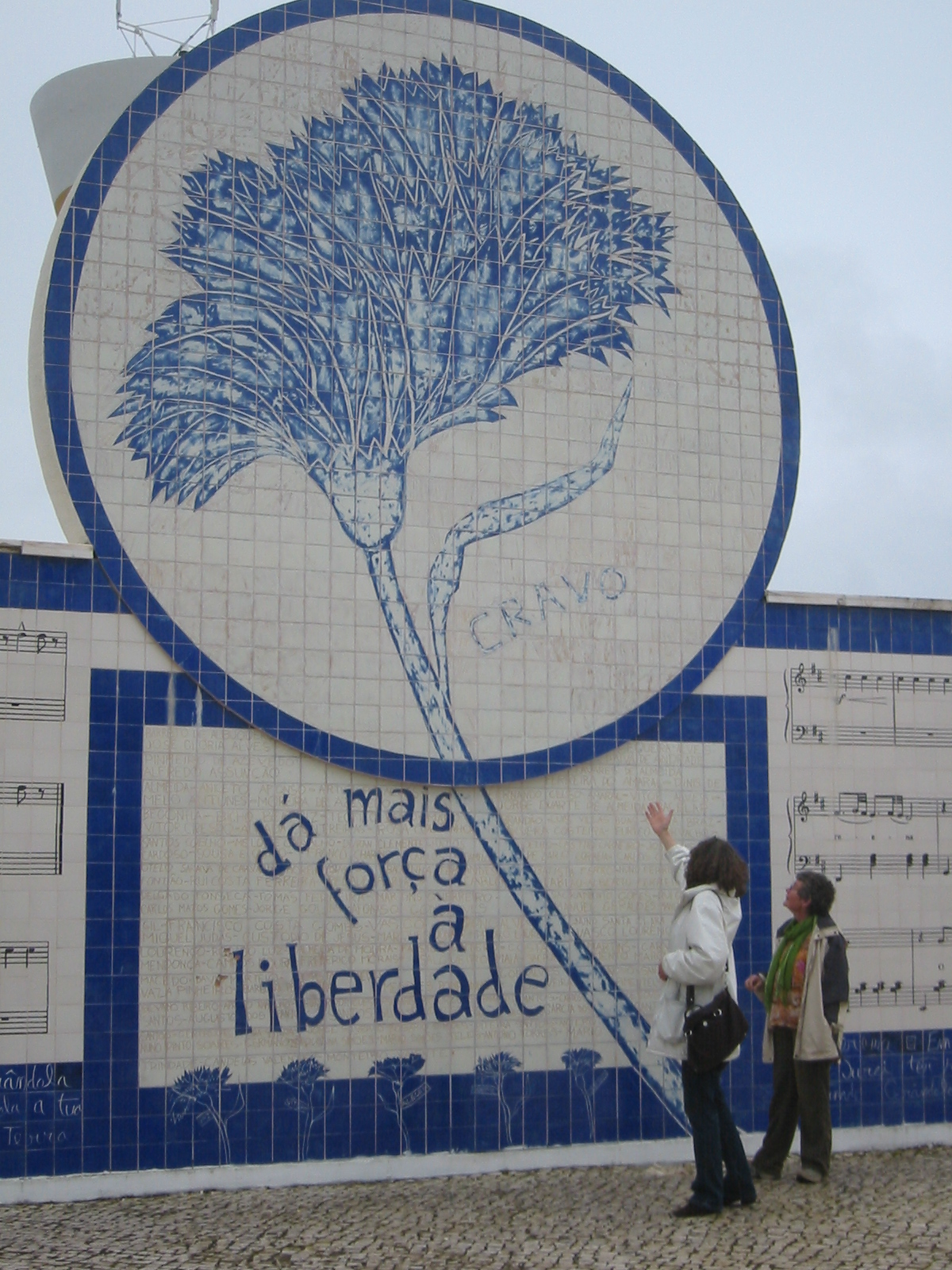
Memorial ao 25 de Abril

O Memorial ao 25 de Abril é um monumento representativo do 25 de Abril situado na entrada noroeste da vila alentejana portuguesa Grândola. Marcado pelo revestimento em azulejo dominantemente de cores branca e azul, pode ler-se no painel central do monumento a frase "Dá mais força à Liberdade", o desenho de um cravo e a pauta musical da música "Grândola, Vila Morena".